# Maison et chapelle de Coimbras
L'ensemble architectural Casa e Capela dos Coimbras est situé dans la ville de Braga, au Portugal.
Malgré une continuité locale et des affinités historiques, les deux édifices sont deux monuments distincts aux classements différents.
La chapelle Nossa Senhora da Conceição, ou Capela dos Coimbras ou encore Capela do Senhor Morto, est classée monument national depuis 1910.
Le Palácio dos Coimbras, ou Casa dos Coimbras, ne bénéficie actuellement d'aucune protection juridique.

## Histoire
Le palais de Coimbras a été construit au XVIe siècle comme résidence des ecclésiastiques et a été acquis par João de Coimbra, proviseur de Mitra de Braga.
En 1525, João de Coimbra décida de construire une chapelle privée, sous l'invocation de Nossa Senhora da Conceição, qui deviendra connue sous le nom de Capela dos Coimbras.
En 1906, la demeure de Coimbras fut démolie, en raison de la restructuration urbaine de cette zone, et le Largo São João do Souto fut créé. Mais les éléments architecturaux manuélins furent conservés et, en 1924 le bâtiment fut reconstruit du côté opposé de la rue, en continuité avec la chapelle.

### Maison de Coimbras
La maison de Coimbras possède les fenêtres et certaines portes de l'ancienne demeure, bien que la forme du bâtiment manuélin ait été modifiée.

### Chapelle de Coimbras
La chapelle a la forme d'une tour quadrangulaire, divisée en deux espaces distincts :
- la Galilée, avec des ornements manuélins et une statuaire de Hodart ;
- la partie intérieure, conçue par João de Ruão, présente le maître-autel traditionnel et les armoiries de João de Coimbra.

La chapelle est couverte d'une voûte d'ogives et les murs présentent des images, en azulejos, faisant allusion à la Genèse.

Maison et chapelle de Coimbras
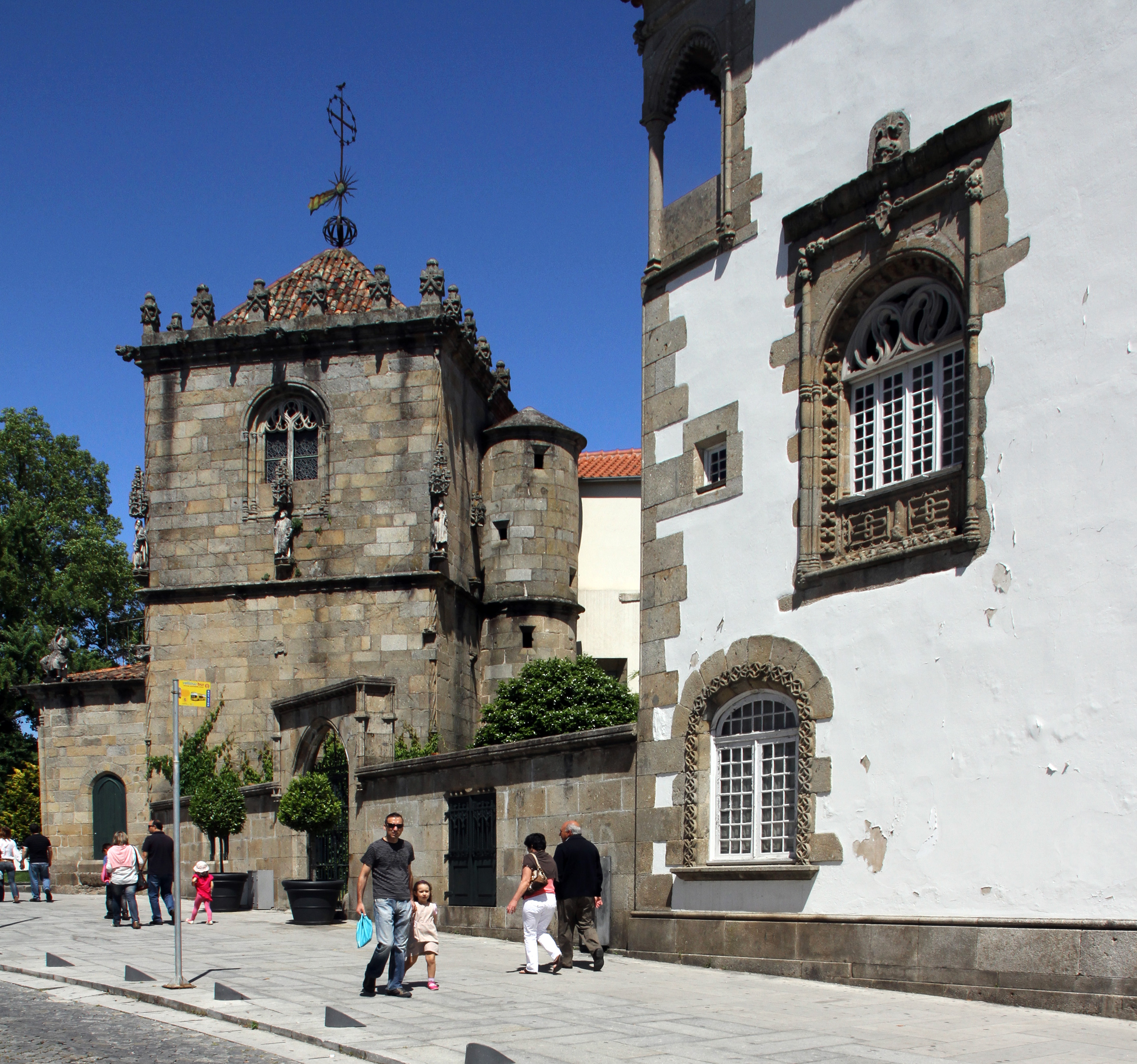
Chapelle et Maison de Coimbras
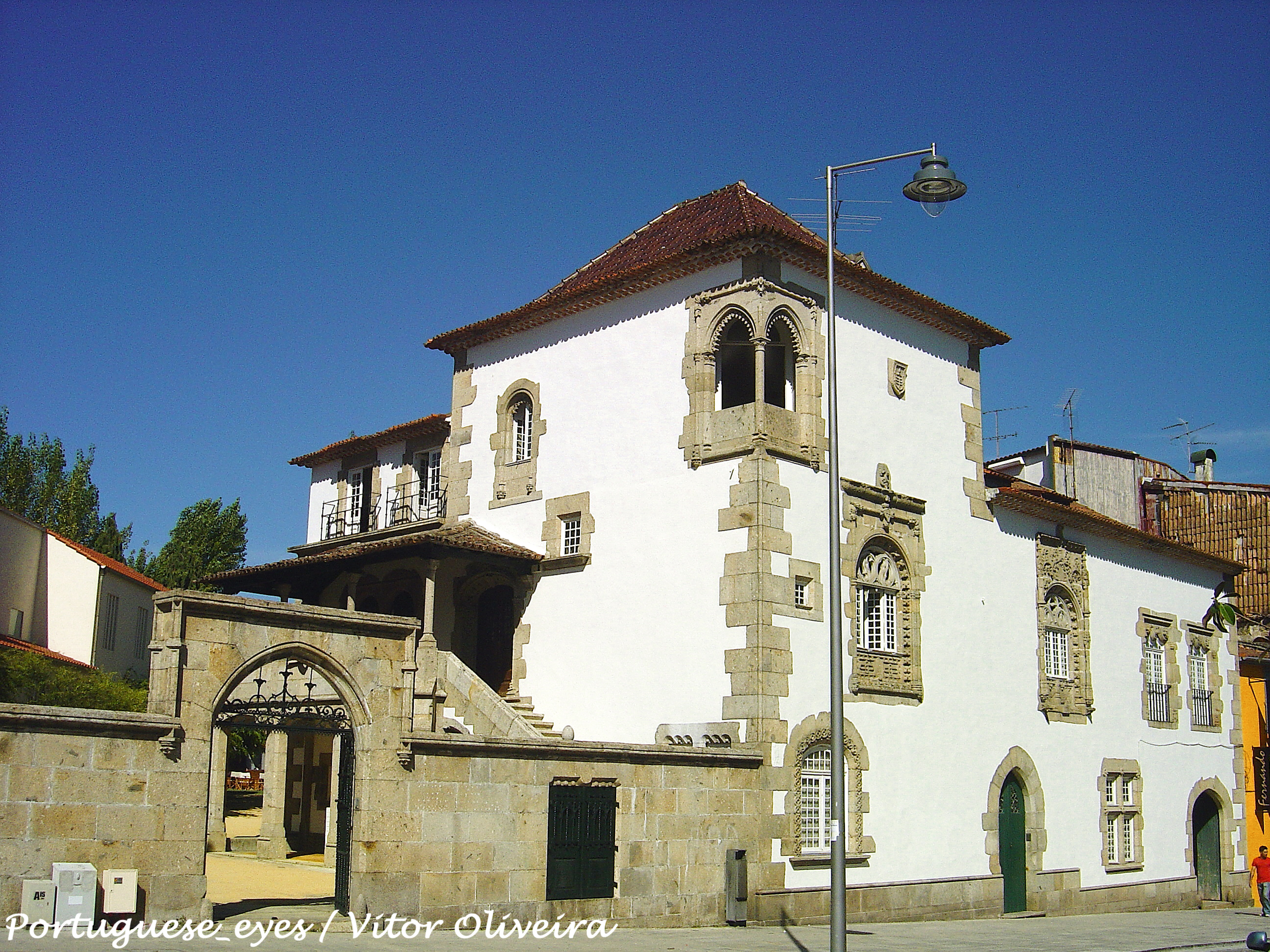
Maison de Coimbras
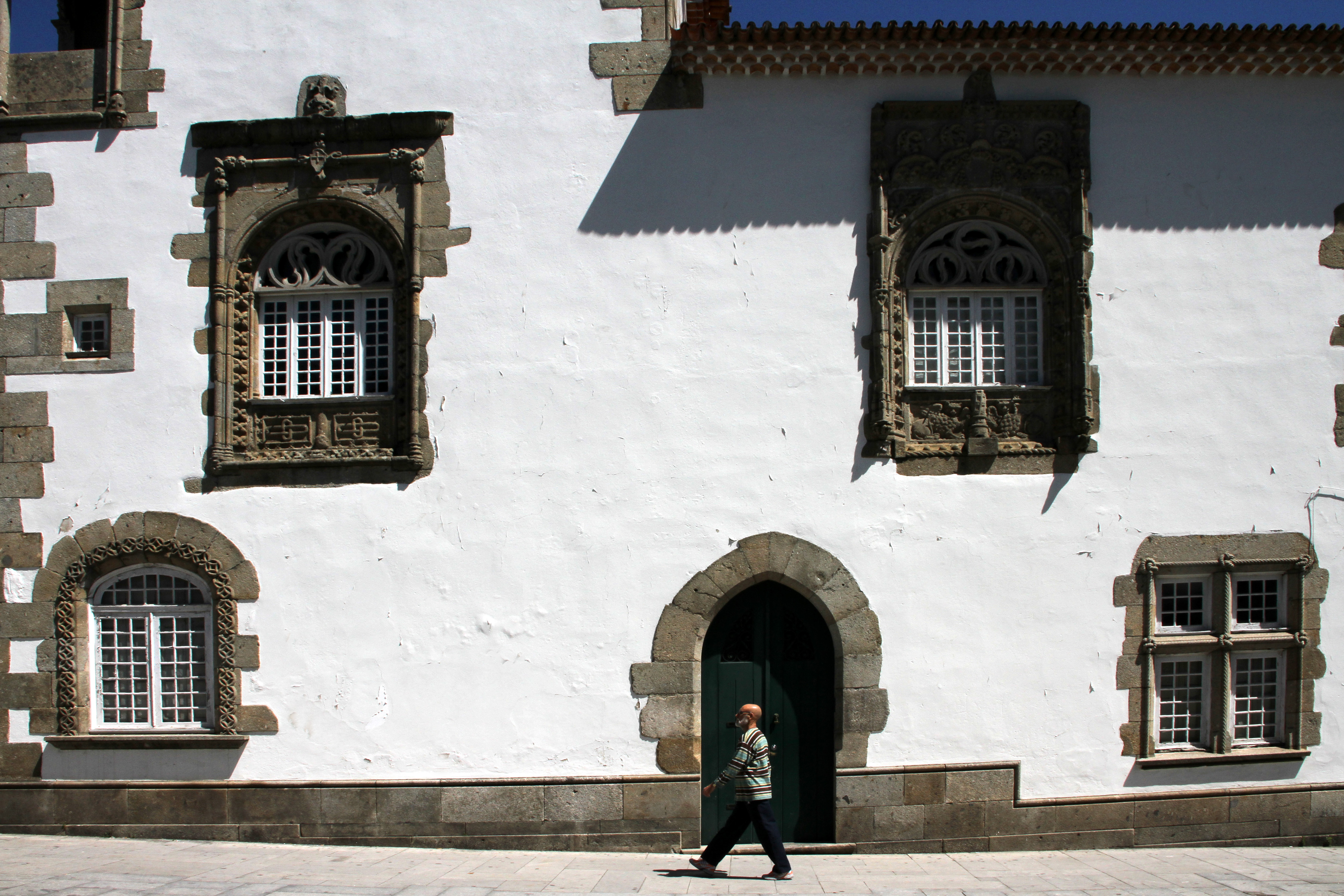
Maison de Coimbras
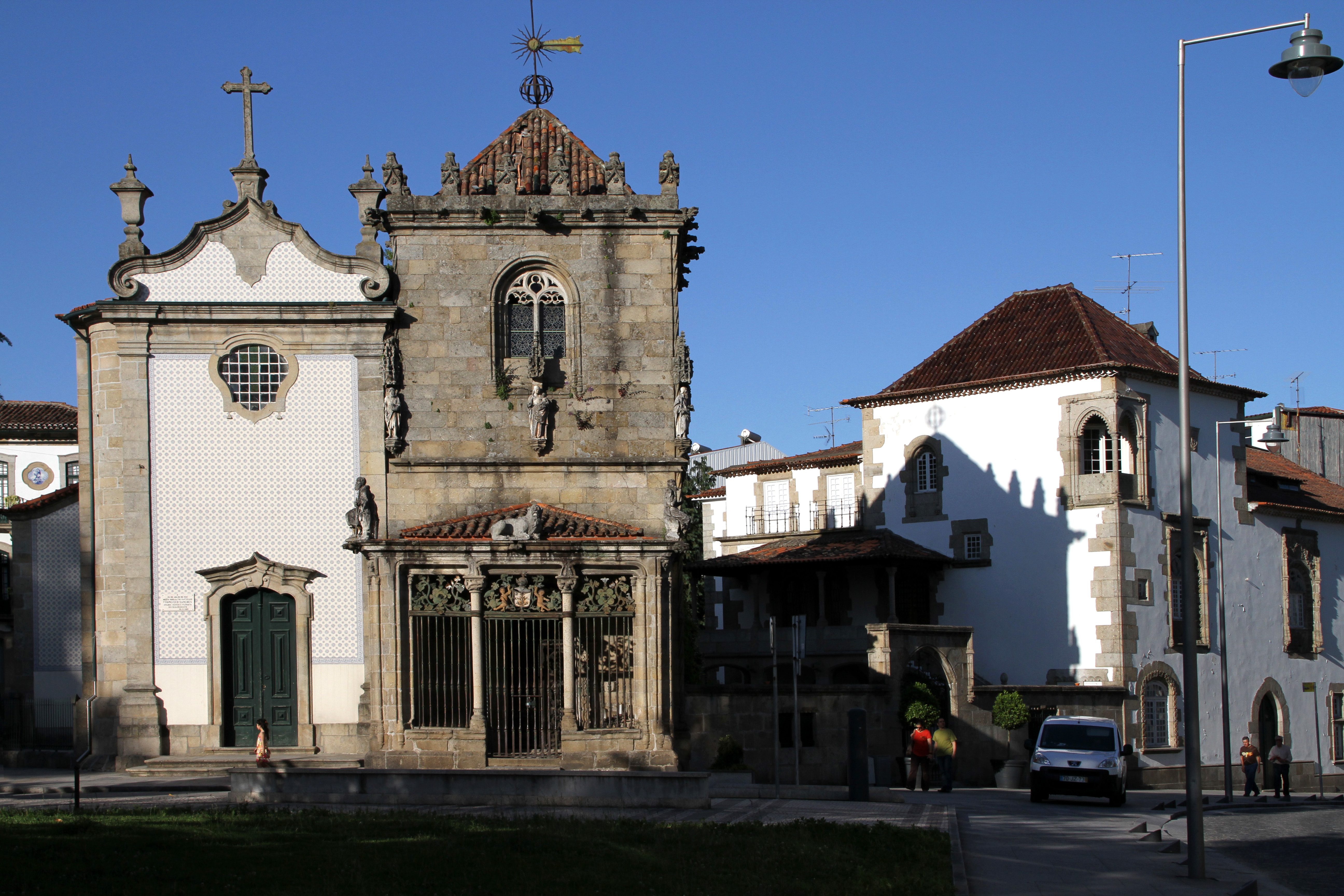
Chapelle et Maison de Coimbras
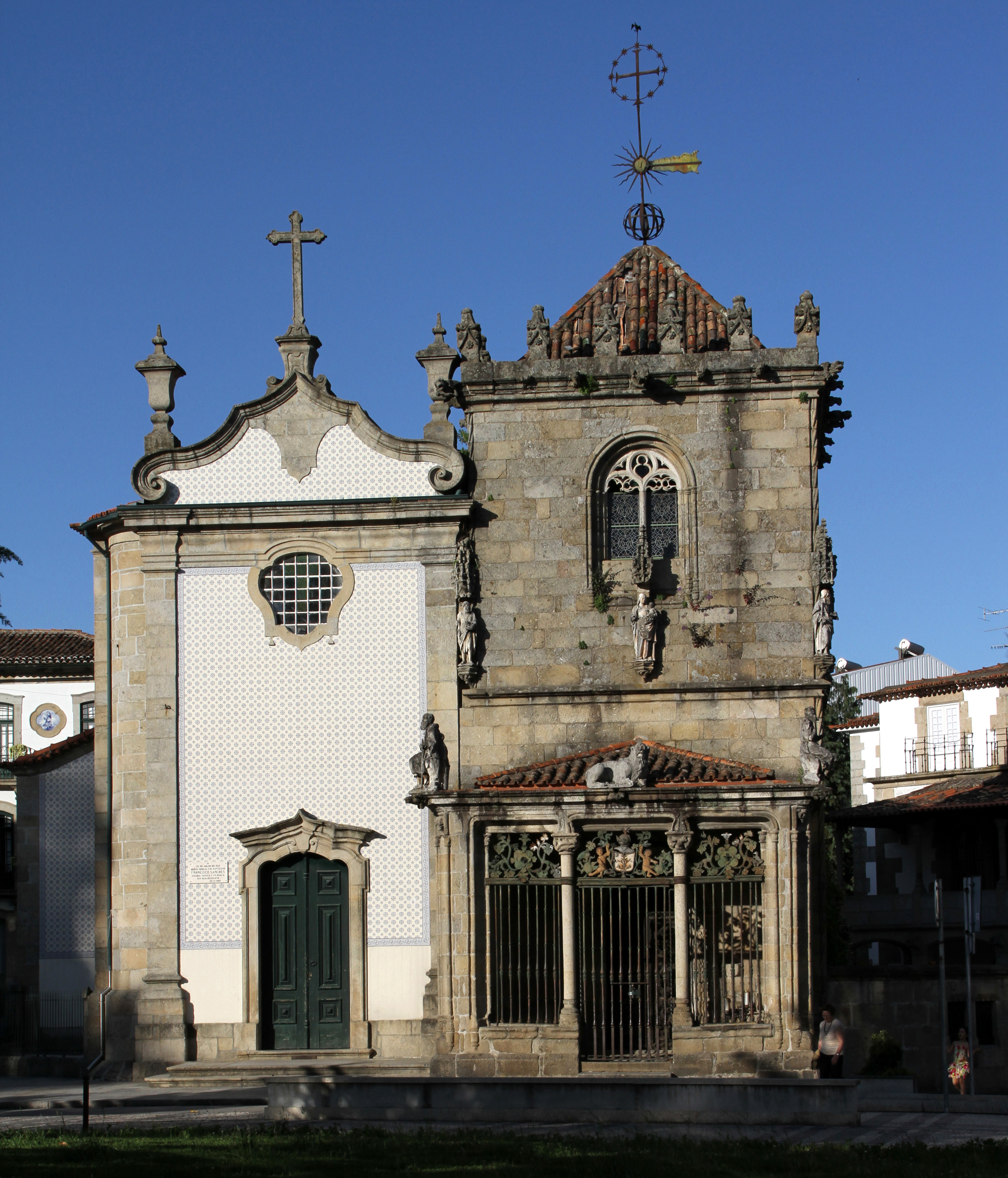
Église de São João do Souto et Capela dos Coimbras
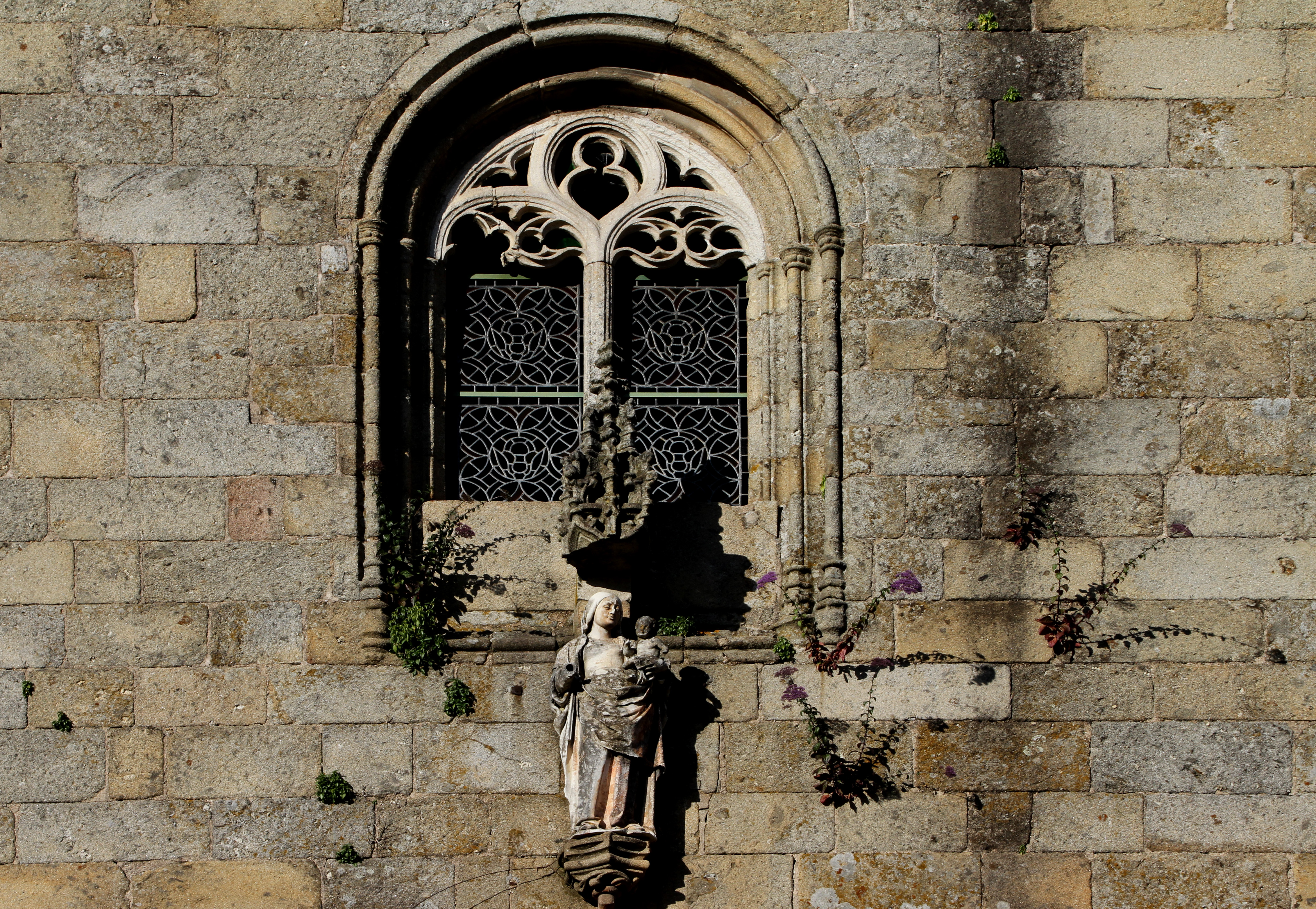
Chapelle de Coimbras
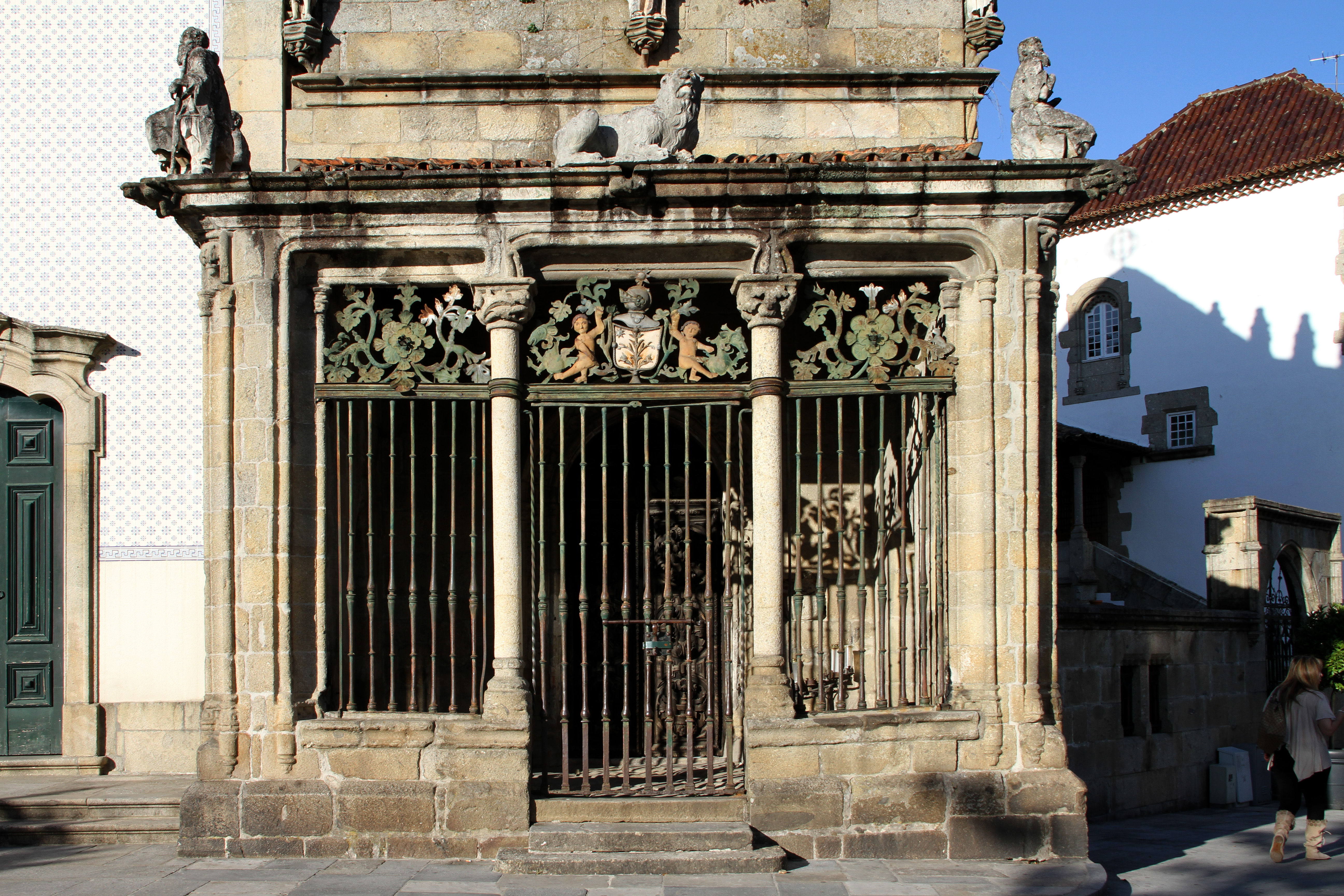
Chapelle de Coimbras
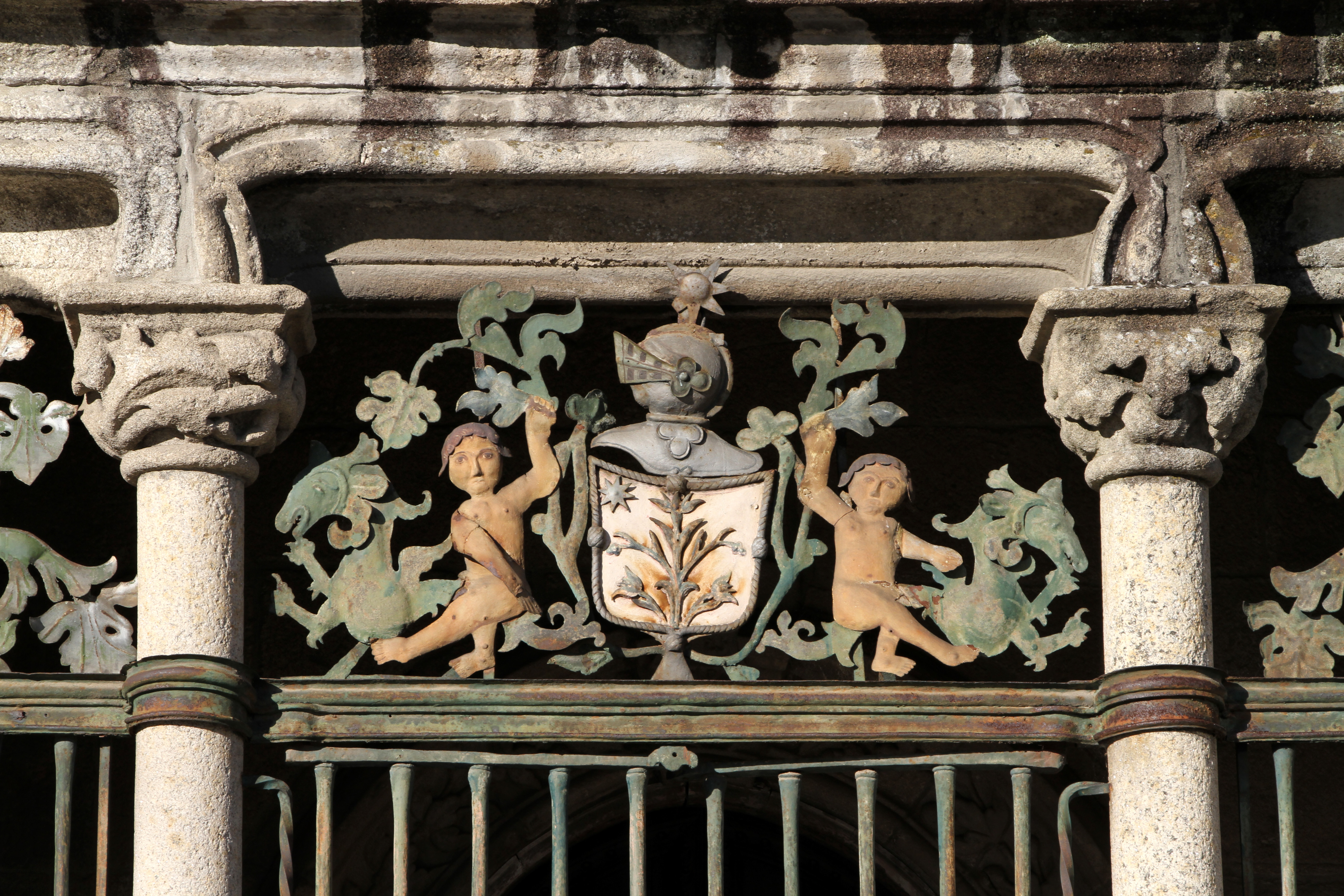
Chapelle de Coimbras
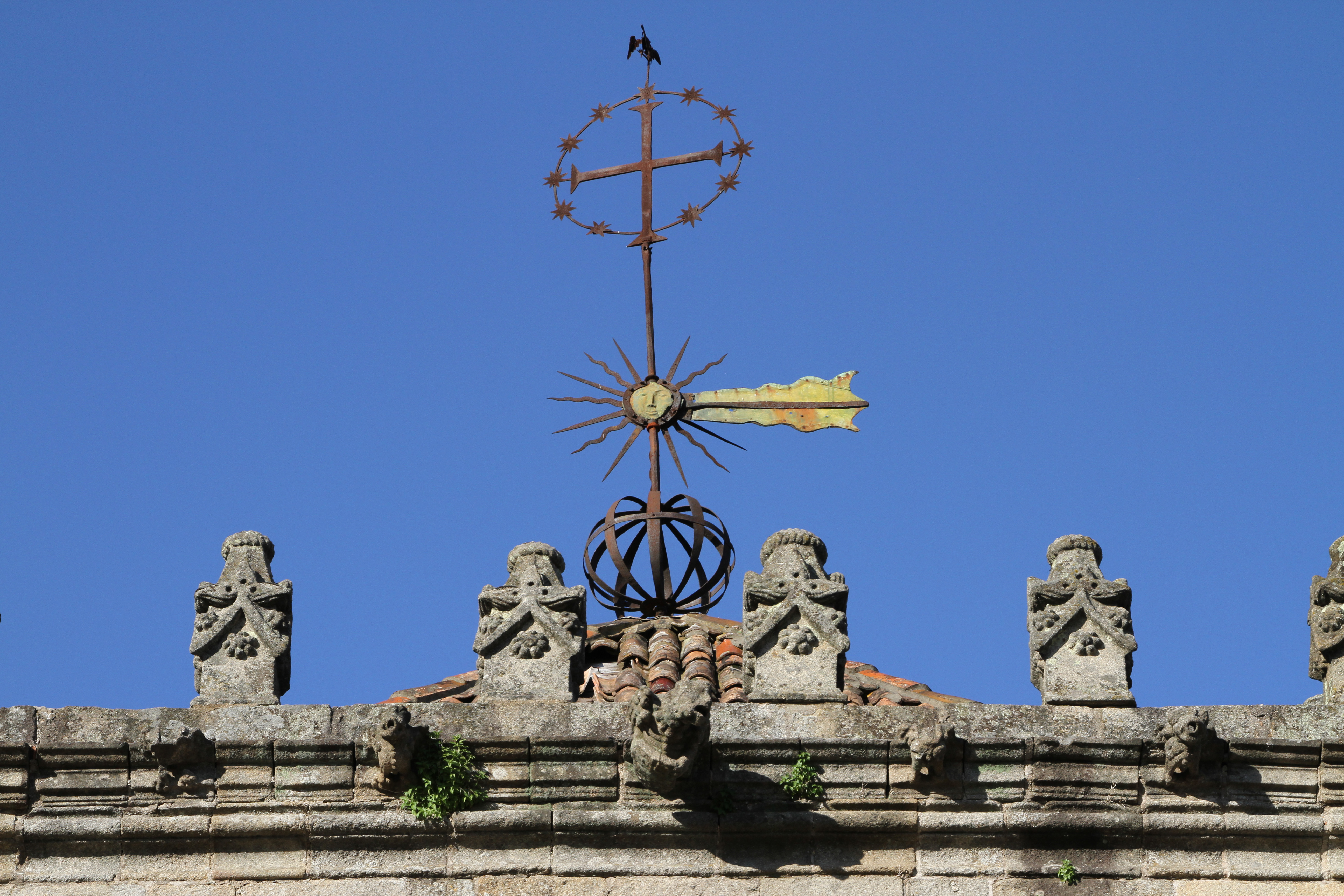
Chapelle de Coimbras
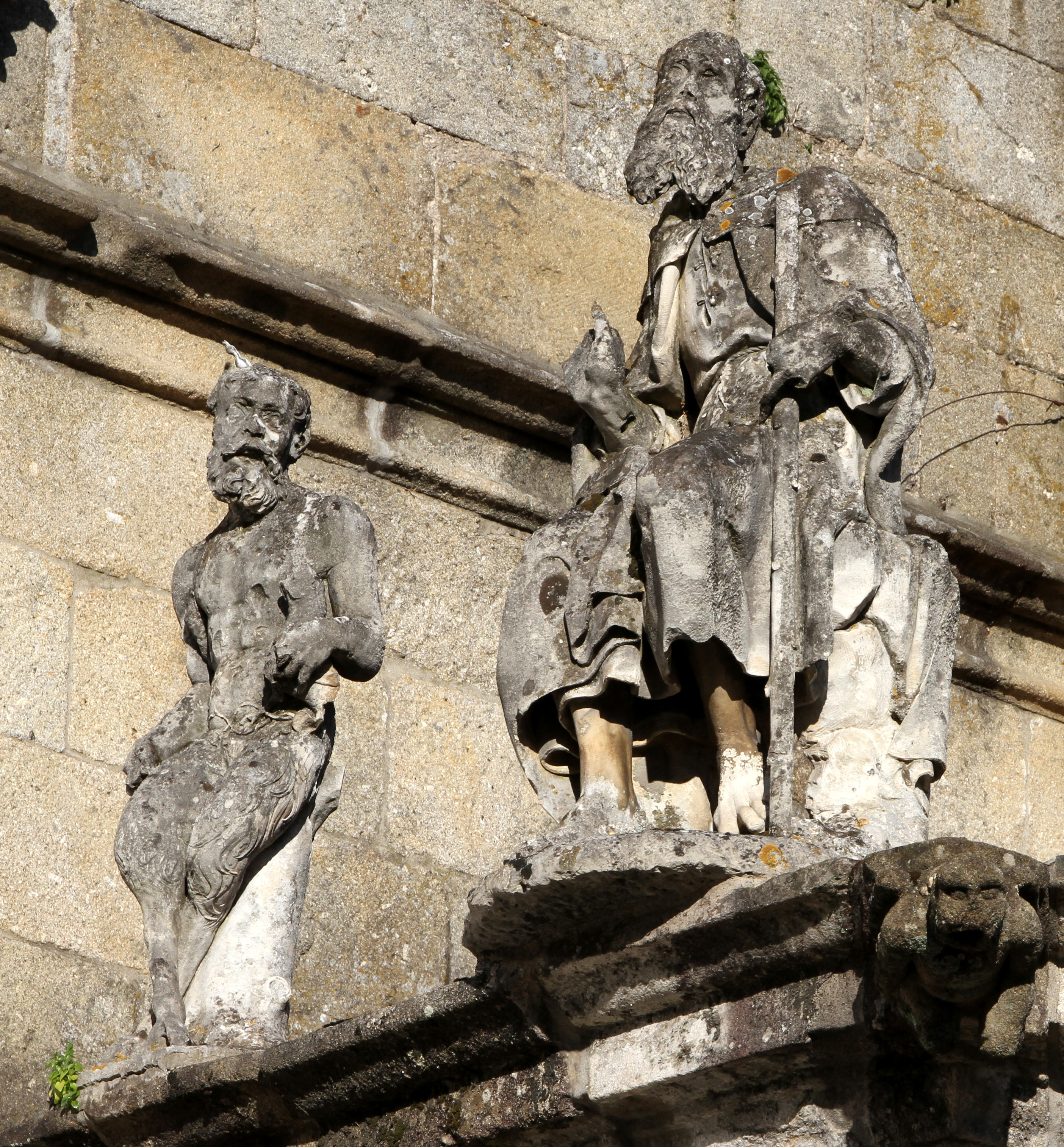
Les Œuvres de Hodart (Galilée)

## Source de traduction
- (pt) Cet article est partiellement ou en totalité issu de l’article de Wikipédia en portugais intitulé « Casa e Capela dos Coimbras » (voir la liste des auteurs).